# Maxim Sergejewitsch Zwetkow
Maxim Sergejewitsch Zwetkow (russisch Максим Сергеевич Цветков; englisch Maxim Tsvetkov; * 3. Januar 1992 in Babajewo) ist ein russischer Biathlet.
Maxim Zwetkow debütierte zum Ende der Saison 2011/12 am 8. März 2012 in Altenberg im IBU-Cup – mit einem 12. Rang im Einzel und einem 29. Platz im Sprint gewann er dort auf Anhieb erste Punkte. Darüber hinaus konnte Zwetkow im Juniorenbereich bei großen internationalen Wettbewerben allerdings bereits durch zahlreiche Medaillen auf sich aufmerksam machen. Hierbei sind insbesondere seine fünf Weltmeistertitel zu erwähnen.
Am 28. Februar 2013 debütierte er beim Sprint in Oslo im Weltcup und belegte auf Anhieb den achten Platz. Im Sprint von Antholz erzielte er am 22. Januar 2016 sein zweitbestes Einzelresultat im Weltcup. Am 25. März 2018 gewann er den Massenstart, dem letzten Rennen der Männer in der Saison 2017/2018 in Tyumen. Das war sein bestes Einzelresultat im Weltcup.

## Statistiken

### Weltcupsiege
| Nr. | Datum         | Ort    | Disziplin   |
| --- | ------------- | ------ | ----------- |
| 1.  | 25. März 2018 | Tjumen | Massenstart |

| Nr. | Datum         | Ort             | Disziplin |
| --- | ------------- | --------------- | --------- |
| 1.  | 13. Dez. 2014 | Hochfilzen      | Staffel 1 |
| 2.  | 15. Feb. 2015 | Oslo            | Staffel 2 |
| 3.  | 24. Jan. 2016 | Antholz         | Staffel 2 |
| 4.  | 18. Feb. 2017 | Hochfilzen (WM) | Staffel 3 |
| 5.  | 13. Jan. 2019 | Oberhof         | Staffel 4 |
| 6.  | 15. Jan. 2022 | Ruhpolding      | Staffel 5 |

### Weltcupplatzierungen
Die Tabelle zeigt alle Platzierungen (je nach Austragungsjahr einschließlich Olympische Spiele und Weltmeisterschaften).
- 1.–3. Platz: Anzahl der Podiumsplatzierungen
- Top 10: Anzahl der Platzierungen unter den ersten zehn (einschließlich Podium)
- Punkteränge: Anzahl der Platzierungen innerhalb der Punkteränge (einschließlich Podium und Top 10)
- Starts: Anzahl gelaufener Rennen in der jeweiligen Disziplin
- Staffel: inklusive Mixed- und Single-Mixed-Staffeln

| Platzierung               | Einzel | Sprint | Verfolgung | Massenstart | Staffel | Gesamt |
| ------------------------- | ------ | ------ | ---------- | ----------- | ------- | ------ |
| 1. Platz                  |        |        |            | 1           | 6       | 7      |
| 2. Platz                  |        | 1      | 1          |             | 2       | 4      |
| 3. Platz                  |        |        |            |             | 3       | 3      |
| Top 10                    | 3      | 5      | 7          | 1           | 22      | 38     |
| Punkteränge               | 5      | 26     | 24         | 13          | 22      | 90     |
| Starts                    | 5      | 38     | 28         | 13          | 22      | 106    |
| Stand: Saisonende 2021/22 |        |        |            |             |         |        |

### Olympische Winterspiele
Ergebnisse bei Olympischen Winterspielen:
|                                        | Einzelwettbewerbe | Einzelwettbewerbe | Einzelwettbewerbe | Einzelwettbewerbe | Staffelwettbewerbe | Staffelwettbewerbe |
| Sprint                                 | Verfolgung        | Einzel            | Massenstart       | Herrenstaffel     | Mixedstaffel       |                    |
| -------------------------------------- | ----------------- | ----------------- | ----------------- | ----------------- | ------------------ | ------------------ |
| Olympische Winterspiele 2022 \| Peking | 4.                | 17.               | 4.                | 20.               | 3.                 | –                  |